# James Richardson Spensley
James Richardson Spensley (* 17. Mai 1867 in London; † 10. November 1915 in Mainz) war ein englischer Arzt, Fußballspieler und -trainer. Als Fußballer spielte er auf der Position des Torwarts oder als Verteidiger. Er gilt als einer der Gründerväter des italienischen Fußballs.

## Biographie
Er wurde als Sohn von William Spensley und Elizabeth Alice Richardson im Londoner Distrikt Stoke Newington geboren und wuchs auch dort auf. Als Erwachsener hatte er die Gelegenheit, weite Reisen zu unternehmen und dabei seine Interessen zu erweitern. So interessierte er sich für orientalische Religionen, Sprachen (er war versiert in Sanskrit und Griechisch), Sportarten, für die er sich interessierte, waren Boxen und Fußball. Neben seiner Arbeit als Arzt arbeitete er auch als Korrespondent für die englische Zeitung Daily Mail.
1896 kam er nach Genua, um dort als Arzt Matrosen zu versorgen. Er wurde Mitglied des Genoa Cricket & Athletics Club, eines Cricketklubs, der von Auslandsengländern gegründet wurde. Dort baute er quasi im Alleingang die Fußballabteilung auf und leitete sie als Vorsitzender, Trainer und Spieler. Der Verein wurde in Genoa Cricket and Football Club umbenannt, unter diesem Namen besteht er noch heute. Neben diesem Verein gab es noch einige andere in Norditalien und so wurde am 8. Mai 1898 die erste italienische Fußballmeisterschaft ausgespielt, die Genua gewann.
Als Spieler gewann er mit Genua sechs Mal die italienische Meisterschaft. Im Alter von beinahe 40 Jahren zog er sich zurück, blieb aber dem Fußball als Schiedsrichter treu.
Neben seiner innovativen Rolle im italienischen Fußball gründete er mit einem Mann aus Genua, Mario Mazza, die erste italienische Pfadfinderorganisation, Federazione Italiana dello Scautismo (1910).
Im Ersten Weltkrieg arbeitete er als Leutnant beim Royal Army Medical Corps, bei der Versorgung eines deutschen Soldaten zog er sich eine Schussverletzung zu, an der er kurze Zeit später in Mainz verstarb. Er liegt auf dem Friedhof Niederzwehren in Kassel begraben. Sein Grab wurde von zwei Genueser Studenten im Jahr 1990 wiederentdeckt.